# ألدن (مينيسوتا)
ألدن (بالإنجليزية: Alden, Minnesota)‏ هي مدينة تقع في ولاية مينيسوتا في الولايات المتحدة. تبلغ مساحة هذه المدينة 2.85 (كم²)، وترتفع عن سطح البحر 387 م، بلغ عدد سكانها 661 نسمة في عام 2010 حسب إحصاء مكتب تعداد الولايات المتحدة.

## التركيبة السكانية
قام مكتب تعداد الولايات المتحدة بتحديد بيانات التركيبة السكانية لألدن في تعداد الولايات المتحدة. في ما يلي، التركيبة السكانية حسب تعدادي 2000 و2010.

### تعداد عام 2000
بلغ عدد سكان ألدن 652 نسمة بحسب تعداد عام 2000، وبلغ عدد الأسر 272 أسرة وعدد العائلات 187 عائلة مقيمة في المدينة. في حين سجلت الكثافة السكانية 680.1 نسمة لكل ميل مربع (262.6/كم2). وبلغ عدد الوحدات السكنية 295 وحدة بمتوسط كثافة قدره 307.7 نسمة لكل ميل مربع (118.8/كم2).
وتوزع التركيب العرقي للمدينة بنسبة 97.70% من البيض و 0.92% من الأمريكيين ذوي الأصول الآسيوية و 0.15% من عرقين مختلطين أو أكثر.
بلغ عدد الأسر 272 أسرة كانت نسبة 29.4% منها لديها أطفال تحت سن الثامنة عشر تعيش معهم، وبلغت نسبة الأزواج القاطنين مع بعضهم البعض 59.9% من أصل المجموع الكلي للأسر، ونسبة 5.5% من الأسر كان لديها معيلات من الإناث دون وجود شريك، وكانت نسبة 31.3% من غير العائلات. تألفت نسبة 29.0% من أصل جميع الأسر من أفراد ونسبة 17.6% كانوا يعيش معهم شخص وحيد يبلغ من العمر 65 عاماً فما فوق. وبلغ الحجم الوسطي للأسر 2.91، أما الحجم الوسطي للعائلات فبلغ 2.40.
بلغ العمر الوسطي للسكان 39 عاماً. وكانت نسبة 24.8% من القاطنين تحت سن الثامنة عشر، وكانت نسبة 6.7% بين الثامنة عشر والأربعة وعشرون عاماً، ونسبة 28.8% كانت واقعةً في الفئة العمرية ما بين الخامسة والعشرون حتى والأربعة وأربعون عاماً، ونسبة 18.7% كانت ما بين الخامسة والأربعون حتى الرابعة والستون، ونسبة 20.9% كانت ضمن فئة الخامسة والستون عاماً فما فوق. يوجد لكل 100 أنثى 94.0 ذكر، ويوجد لكل 100 أنثى في الثامنة عشر من عمرها فما فوق 87.7 ذكر.
بلغ متوسط دخل الأسرة في المدينة 40,000 دولار، أما متوسط دخل العائلة فبلغ 42,250 دولار. وكان متوسط دخل الذكور 32,125 دولار مقابل 20,909 دولار للإناث. وسجل دخل الفرد الخاص بالمدينة 17,689 دولار. وكانت نسبة 3.7% من العائلات ونسبة 6.0% من السكان تحت خط الفقر، وكان من هؤلاء نسبة 1.3% تحت سن الثامنة عشر ونسبة 12.4% في الخامسة والستين من العمر وما فوق.

### تعداد عام 2010
بلغ عدد سكان ألدن 661 نسمة بحسب تعداد عام 2010، وبلغ عدد الأسر 268 أسرة وعدد العائلات 188 عائلة مقيمة في المدينة. في حين سجلت الكثافة السكانية 617.8 نسمة لكل ميل مربع (238.5/كم2). وبلغ عدد الوحدات السكنية 292 وحدة بمتوسط كثافة قدره 272.9 لكل ميل مربع (105.4/كم2).
وتوزع التركيب العرقي للمدينة بنسبة 96.7% من البيض و 0.5% من الأمريكيين الأصليين و 0.5% من سكان جزر المحيط الهادئ و 0.9% من عرقين مختلطين أو أكثر.
بلغ عدد الأسر 268 أسرة كانت نسبة 34.3% منها لديها أطفال تحت سن الثامنة عشر تعيش معهم، وبلغت نسبة الأزواج القاطنين مع بعضهم البعض 56.3% من أصل المجموع الكلي للأسر، ونسبة 9.3% من الأسر كان لديها معيلات من الإناث دون وجود شريك، بينما كانت نسبة 4.5% من الأسر لديها معيلون من الذكور دون وجود شريكة وكانت نسبة 29.9% من غير العائلات. تألفت نسبة 26.1% من أصل جميع الأسر من أفراد ونسبة 13.1% كانوا يعيش معهم شخص وحيد يبلغ من العمر 65 عاماً فما فوق. وبلغ الحجم الوسطي للأسر 2.96، أما الحجم الوسطي للعائلات فبلغ 2.47.
بلغ العمر الوسطي للسكان 39.9 عاماً. وكانت نسبة 26% من القاطنين تحت سن الثامنة عشر، وكانت نسبة 8.1% بين الثامنة عشر والأربعة وعشرون عاماً، ونسبة 23.3% كانت واقعةً في الفئة العمرية ما بين الخامسة والعشرون حتى والأربعة وأربعون عاماً، ونسبة 25% كانت ما بين الخامسة والأربعون حتى الرابعة والستون، ونسبة 17.7% كانت ضمن فئة الخامسة والستون عاماً فما فوق. وتوزع التركيب الجنسي للسكان بنسبة 48.1% ذكور و51.9% إناث.

## وصلات خارجية
- The US50 - Cities and Towns in Minnesota State